# Ulrich Hübner
Ulrich Hübner (ur. 17 czerwca 1872 w Berlinie, zm. 29 kwietnia 1932 w Neubabelsbergu) – niemiecki malarz impresjonistyczny. 

## Życiorys
Ulrich Hübner pochodził z rodziny naukowo-artystycznej. Był synem filologa starożytności Emila Hübnera oraz wnukiem malarza i dyrektora galerii Juliusa Hübnera. Jego brat, Heinrich Hübner, również był malarzem. Obaj byli członkami Deutscher Künstlerbund.
Od 1892 studiował w Karlsruhe u Roberta Poetzelbergera, Gustava Schönlebera i Carlosa Grethego. Następnie wrócił do Berlina i kontynuował naukę w prywatnej szkole malarskiej Conrada Fehra. W 1899 został członkiem Berlińskiej Secesji, a w latach 1906–1907 wchodził w skład zarządu grupy artystycznej. W 1905 został jednym z pierwszych laureatów nagrody Villa Romana. Malował w Berlinie, w Havelland, a latem w Hamburgu, Lubece, Warnemünde i Travemünde (gdzie miał swoją główną rezydencję w latach 1909–1912), stąd częsta w jego twórczości jest tematyka portowa.

## Galeria

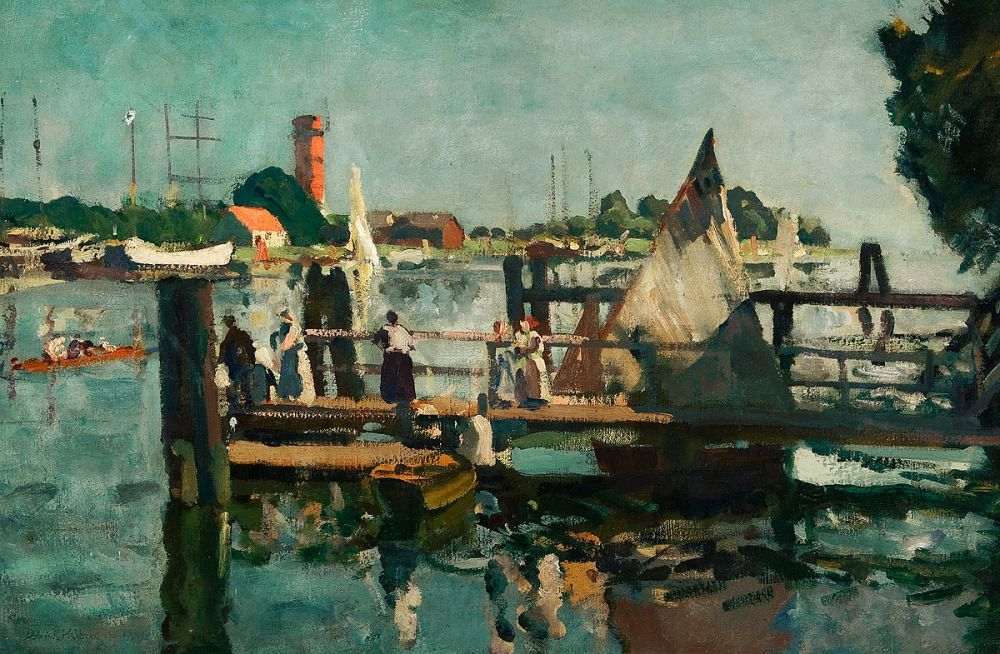
Bootssteg bei Travemünde (1902)
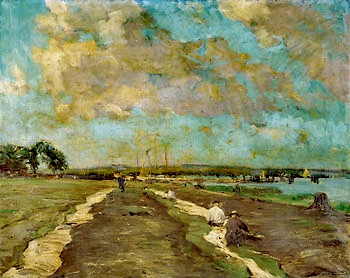
Netzflicker bei Travemünde (1905)
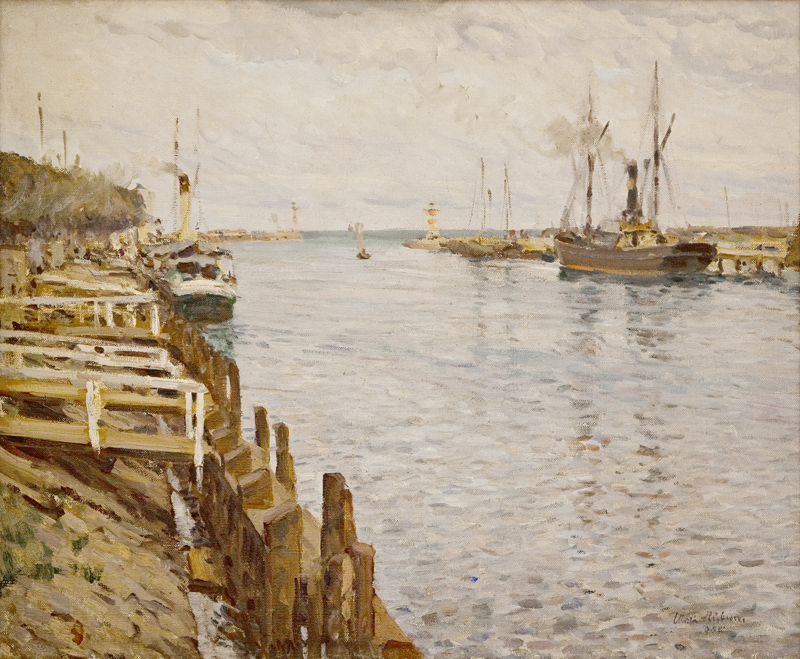
Hafeneinfahrt von Warnemünde (1907)
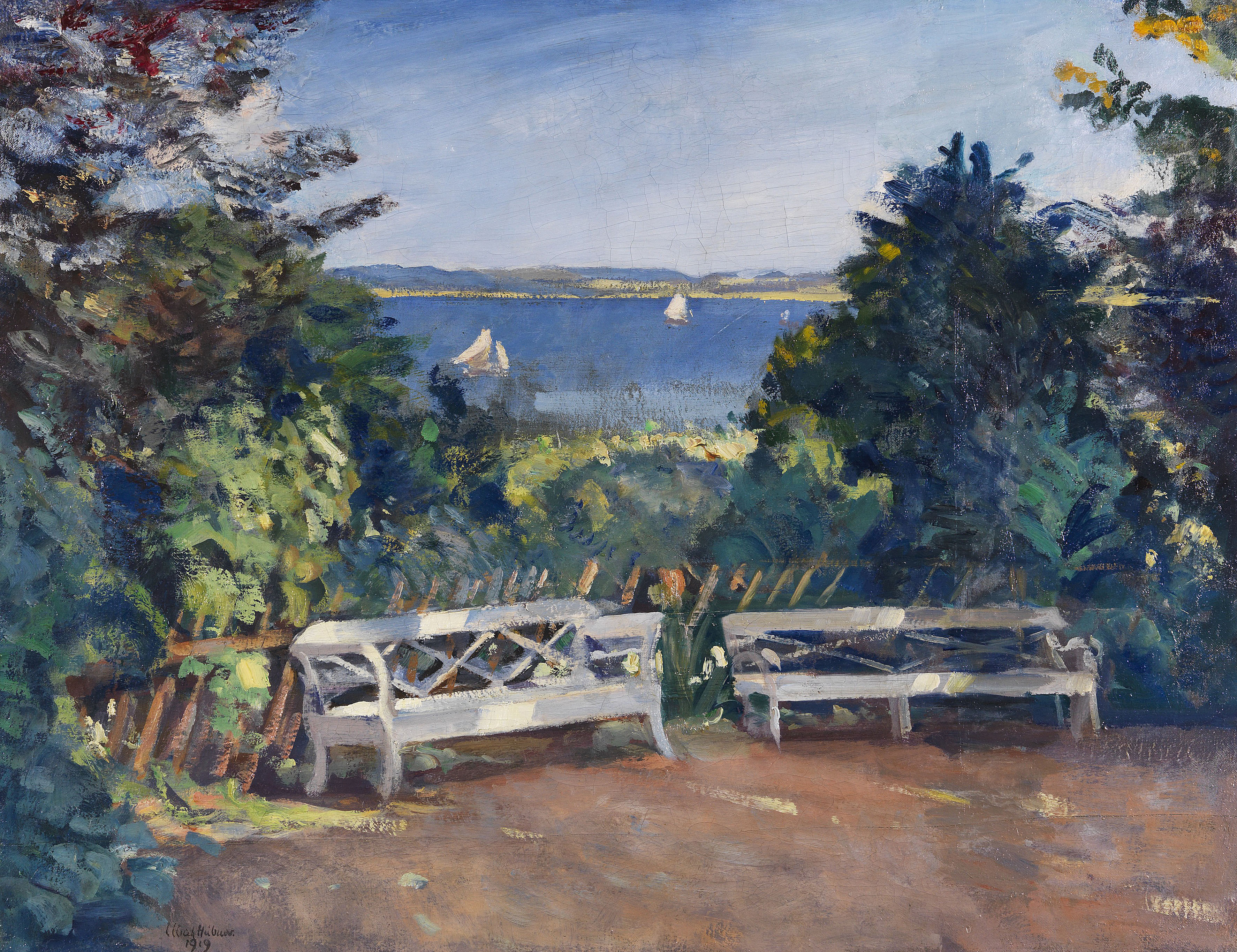
Garten in Travemünde (1919)